# デーン手術
デーン手術（デーンしゅじゅつ、Dehn surgery）とは、位相幾何学において、3次元多様体をその中にある結び目や絡み目の近傍の境界に沿って切り貼りして新たに3次元多様体を得るような手術のこと。名前は数学者のマックス・デーンに由来する。結び目・絡み目を利用して多様体を得る方法としてはほかに被覆空間によるものがある。
以下では3次元球面を手術するとして解説している。

## 有理手術・整数手術

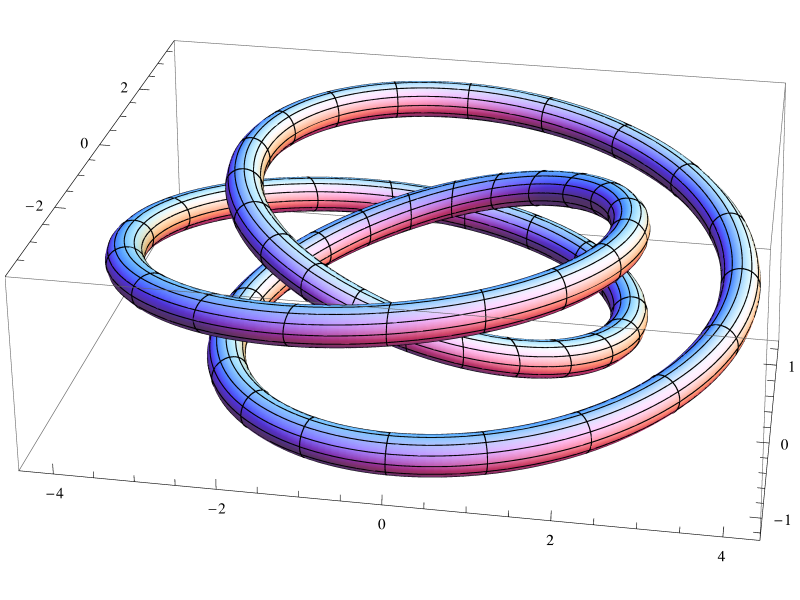
三葉結び目状のトーラス。このような曲面に沿って切り貼りを行う。

まず K を3次元球面 S3 内の結び目とし、 p , q を互いに素または片方が0でもう片方が±1の整数とする。
結び目 K の管状近傍として V をとる（これは結び目 K をほんの少しだけ太くしたものだと考えればよい）。こうすると、管状近傍は K を中心曲線とするトーラス体となる（ただしそのトーラスは右図のように結ばれているかもしれない）。
ここで S3 を管状近傍の境界であるトーラス面 T に沿って切る。つまり、 S3  を、S3 からV の内部を取り除いた空間 S3/ Vo  と V の2つに分けることを考える。このとき、この2つの空間は境界としてトーラス面 T を共有していることになる。
次に切り分けた2つの空間を、共有しているトーラス面 T 上の同相写像で貼り合わせることを考える（つまりこれら2つの空間の和集合で、同相写像で写りあうような境界上の点同士を同一視して得られる商空間を考える）。こうして得られた多様体を M としたとき、多様体 M は結び目 K に沿ったデーン手術で得られた、という（できあがる多様体は3次元球面を切るときに使った結び目と貼り合わせるときに使った同相写像によってかわる）。絡み目に対するデーン手術の場合は、各成分ごとに切り貼りを行うことになる。
貼り合わせに使う写像として、∂(S3/ Vo) (=T) から ∂V (=T) への同相写像で、始集合 T のメリディアン曲線を終集合 T の（p , q）型トーラス結び目に写すようなものを使うような手術を、結び目 K に沿った係数（けいすう、framing index） p/q の有理手術（ゆうりしゅじゅつ、rational surgery）という（なお、q = 0のときは係数∞と定めておく）。
絡み目 L に対して有理手術を行う場合は、各成分に係数をつけておき、それぞれについて上で述べたような切り貼りを行う。以上から、絡み目 L と、その各成分に対する係数 r = p/q を用意すれば、それに対応する有理手術が定まることになる。
絡み目 L の全ての成分の係数について q =1 のときは特に整数手術（せいすうしゅじゅつ、integer surgery）という。連結で向き付け可能な任意の閉3次元多様体は、3次元球面へのなんらかの整数手術で得ることができる（ただし一意には定まらない）。
各成分に係数を添えた絡み目を枠つき絡み目（framed link）とし、枠付き絡み目に対して添えられた各整数を係数としてその絡み目に沿った整数手術をすると考えると、整数手術は枠付き絡み目によって表現されると考えることができる。
また、整数手術は何本かのリボン（アニュラス）によって表現することもできる。まず、係数 p の結び目 K に沿った整数手術の場合を考える。手術の際に貼り合わせに用いる同相写像 f によってメリディアンが写される先である（p ,1）型トーラス結び目は、そのトーラスの中心曲線（つまり管状近傍をとる前の元々の結び目 K）に沿って（トーラスのロンジチュードを基準として） p 回だけまわりながら1周する結び目となる。つまり、この2つの結び目（中心曲線とトーラス結び目）を成分とする2成分の絡み目を考えると、その絡み数は p となる。そこで、2つの成分を両端の境界とするリボンを考える（ただしそのリボンはひねられていたり結ばれていたりするかもしれない）。すると、このリボンはひねりの回数（絡み数）として係数の情報を持っており、結ばれ方として元の結び目 K の情報を持っているため、枠付き結び目のかわりにこのリボンを使って手術を表すことができる。
絡み目 L の場合も、同様にしてねじれたり結ばれたり絡まったりしている複数のリボンとして手術を表現することができる。リボンの2つの境界である2成分の絡み目を平行になるように平面に射影した状態でリボンを表現することもあり、これは黒板上の枠付け（blackboard framing）といわれる。

## 3次元球面への有理手術で得られる多様体の例
- 係数∞の有理手術で得られる多様体は、3次元球面S3。
- 係数 1/nの自明な結び目に沿った有理手術で得られる多様体も、S3。
- 係数 q/p の自明な結び目に沿った有理手術で得られる多様体は、（p , q）型のレンズ空間。
- 係数として成分に m と n をつけたホップ絡み目に沿った整数手術で得られる多様体は、（mn-1 , m）型または（mn-1 , n）型のレンズ空間。
- 係数1の右手型三葉結び目または係数−1の左手型結び目に沿った整数手術で得られる多様体は、ポアンカレホモロジー球面。
- 両成分に係数1をつけたホワイトヘッド絡み目に沿った整数手術で得られる多様体もポアンカレホモロジー球面。

## 手術の同値性
2つのデーン手術によって得られる多様体が同相であるとき、それらの手術は同値であると考える（これは明らかに同値関係である）。絡み目 L の鏡像を L* とするとき、L に沿った係数 r の有理手術と、L*に沿った係数 -r の有理手術は同値となる。よって両手型絡み目の場合は係数の符号を反転させても手術としては等しいことになる。
カービーの定理によると、2つの3次元球面への整数手術が同値であるとき、またそのときに限って、その2つの手術を表す枠付き絡み目が次のようなカービー移動（kirby move）と呼ばれる変形と同位変形の有限回の組み合わせによって移りあう。カービーの定理の証明は難しく、4次元セルフ理論と呼ばれるものを使う。
- カービー移動I

枠付き絡み目に、係数±1の自明な結び目を、ほかの成分と絡まないようにしてつけ加える変形、または逆に除去する変形
- カービー移動II

枠付き絡み目の中の係数 n の成分と係数 k の成分について、係数 n の成分を係数 k の成分に沿うように延長すると同時にその係数を n+k にする変形、またはその逆の変形
また、2種類のカービー移動の代わりにフェン・ルーク移動（Fenn-Rourke move）と呼ばれる1種類の枠付き絡み目の変形を使ってもよい。